# Albert Gallot
Pour les articles homonymes, voir Gallot.
Albert Gallot est un homme politique français né le 3 janvier 1845 à Sens (Yonne) et décédé le 24 février 1915 à Auxerre (Yonne).

## Biographie
Imprimeur et directeur du journal "L'Yonne", il est conseiller général du canton de Guillon, il est député de l'Yonne de 1898 à 1902 et de 1909 à 1914, siégeant au groupe radical-socialiste. Il s'intéresse surtout au statut et aux droits des militaires.
Albert Gallot répand par son journal des articles qui lui valent d'innombrables condamnation et rehaussent son prestige d'anticatholique. En 1875, il accuse d'un grave délit le curé de Limanton ; il est condamné à 3 mois de prison, 5 000 francs de dommages-intérêts et 1 000 francs d'amende. En 1877, il prétend qu'une religieuse, sœur Saint-Léon, a infligé à une fillette, Henriette Quénault, la punition de s'asseoir sur un poêle incandescent.  L'affaire fait grand bruit dans toute la France, elle est évoquée même à la Chambre des députés. Il s'avère que non seulement l'accusation est mensongère mais que Gallot a essayé d'acheter les parents de la fillette. Gallot est condamné à 3 mois de prison, 5 000 francs de dommages-intérêts et 500 francs d'amende. Un an après, Gallot lance de semblables accusations contre une religieuse de l'asile Saint-Eusèbe, à Auxerre. D'autres accusations controuvées vaudront d'autres condamnations.
Albert Gallot est également condamné pour avoir surfacturé des travaux pour la préfecture de l'Yonne.